# Yoshio Okada
Yoshio Okada (Japó, 11 d'agost de 1926 - 22 de juny de 2002) fou un futbolista japonès que disputà set partits amb la selecció japonesa.